# Sunningen
Sunningen is een plaats in de gemeente Uddevalla in het landschap Bohuslän en de provincie Västra Götalands län in Zweden. De plaats heeft 589 inwoners (2005) en een oppervlakte van 78 hectare.